# Касперович, Матвей
Матве́й Мартынович Касперо́вич, польский вариант - Мацей Касперович (пол. Maciej Kasperowicz, 1869 год, Волковыск, Российская империя — дата и место смерти не известны) — железнодорожный инженер, польский общественный деятель, депутат Сейма I Созыва (1922—1927).

## Биография
После окончания филологической гимназии в Минске и реальной школы в Вильне поступил в Санкт-Петербургский технологический институт. Окончил в 1894 году Институт дороги и коммуникации по специальности железнодорожного инженера. Работал ассистентом на кафедре математики и геодезии в Институте дорог и коммуникации. Был инспектором петербургских железнодорожных заводов. Позднее был начальником железнодорожной дистанции Москва-Киев-Воронеж. В 1916 году был начальником железнодорожного дистанции Сызраньская-Вяземская.
Во время Первой мировой войны занимался благотворительной деятельностью в Калужском союзе помощи беженцам. В 1919 году был избран в городской совет Минска. После эмиграции в Польшу работал в дирекции легкорельсового транспорта в Вильне.
С 20-х годов XX столетия участвовал в общественной деятельности русской общины в Польше. В апреле 1926 года был одним из основателей Русского национального объединения.
Был избран депутатом Сейма I Созыва от списка Блока национальных меньшинств. Был членом Белорусского блока в Сейме, позднее стал беспартийным депутатом.
Автор нескольких работ по эксплуатации железнодорожного транспорта.
Дальнейшая жизнь не известна. Предполагается, что он в 1939 году был арестован НКВД и расстрелян в Белоруссии.

## Источник
- Majewski P., Mazur G. (red.), «Posłowie i senatorowie Rzeczypospolitej Polskiej 1919—1939. Słownik biograficzny». Tom III: K-Ł. —  Warszawa: Wydawnictwo Sejmowe, 2005. — ISBN 837-0-59-7122.